# Ярмарка (картина Кустодиева)
«Ярмарка» — картина российского художника Бориса Кустодиева, написанная в 1906 году.

## Описание
Красочная, полная жизни ярмарка города Кинешмы привлекла внимание Бориса Кустодиева, неоднократно бывавшего в этом городе.
Картина, изображающая в лубочном стиле оживлённую ярмарку на торговой площади Кинешмы, была написана в 1906 году. В 1907 году «Ярмарка» была показана на выставке Союза русских художников, имела большой успех и приобретена Советом Третьяковской галереи, где и хранится в настоящее время.